# 7537 Solvay
7537 Solvay este un asteroid din centura principală de asteroizi.

## Descriere
7537 Solvay este un asteroid din centura principală de asteroizi. A fost descoperit pe 17 aprilie 1996 la Observatorul La Silla de Eric Walter Elst. El prezintă o orbită caracterizată de o semiaxă mare de 3,13 ua, o excentricitate de 0,16 și o înclinație de 1,8° în raport cu ecliptica.